# Cameroon Tea Estates

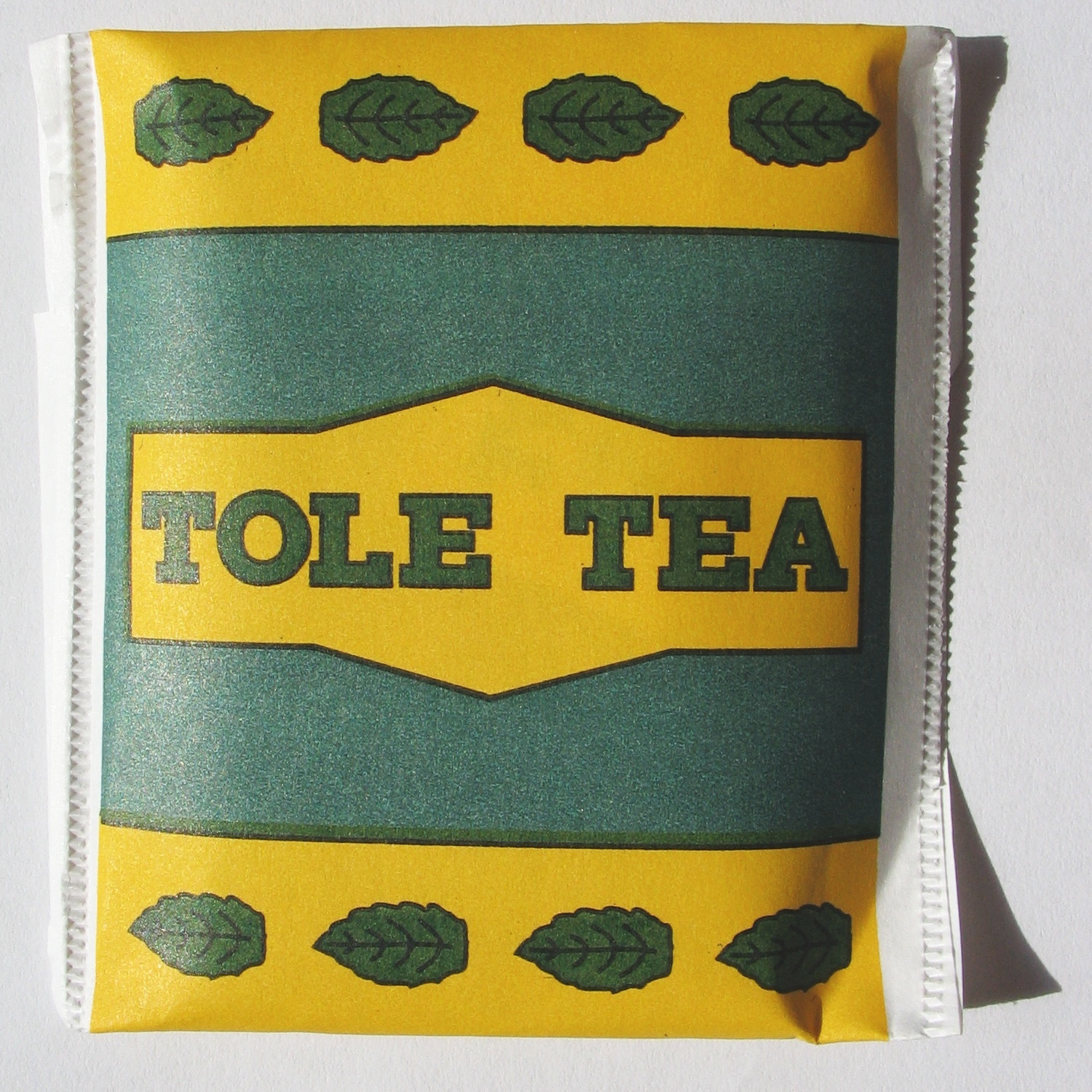
Sachet de thé produit à Tolé (Sud-Ouest Cameroun)

La Cameroon Tea Estates (CTE) est une entreprise agro-industrielle de la filière thé du Cameroun fondée en 2002, par la privatisation de la CDC. Elle est sous contrôle de l'homme d'affaires Baba Ahmadou Danpullo.

## Histoire
L'entreprise est créée en 2002, par le privatisation de la filière thé de la Cameroon Development Corporation (CDC). Deux ans après le début de l'appel d'offre, la société sud-africaine Brobon Finex Limited obtient 65 % du capital. La cession est réalisée le 18 octobre 2002, pour la somme de 2,6 milliards de francs CFA. La convention de cession est contestée en 2004 devant la cour internationale d'arbitrage.

## Activités
La production de thé est réalisée par les plantations de Ndu, Tolé et Ndjuittitsa.
La plantation de thé de moyenne altitude de Tolé établie en 1928, est située à proximité de Bwiyuku sur la route du thé (Tea Road), au sud de la ville de Buéa, elle s'étend sur plus de 300 hectares.
Le complexe agro-industriel théicole de haute altitude de Ndu créé en 1957, est situé au sud de Nkambé (Donga-Mantung), (Nord-Ouest, Cameroun). Il s'étend sur plus de 460 ha.